# Bento Costa Lima Leite
Bento Costa Leite Albuquerque Lima Júnior (Río de Janeiro, 3 de agosto de 1958) es un almirante de la Armada de Brasil, ministro de Minas y Energía de Brasil desde 2019 hasta 2022, en el gobierno de Jair Bolsonaro.

## Carrera
Se unió a la Armada en 1973, ocupando diversos cargos como el de observador militar de las fuerzas de paz de las Naciones Unidas en la antigua Yugoslavia, comandante de la base de submarinos Almirante Castro e Silva y comandante en jefe de escuadra.
Asumió la jefatura de la División de Tecnología del Estado Mayor de la Armada en 2006, que posteriormente se convirtió en la Secretaría de Ciencia y Tecnología e Innovación, ocupando ese cargo. Entre 2007 y 2008, asumió como asesor parlamentario del gabinete del comandante de la Armada, participando en los acuerdos de asociación estratégica del Programa de Desarrollo de Submarinos entre Francia y Brasil. Posteriormente fue director general de Desarrollo Nuclear y Tecnológico de la Armada.